# Martin Štěpánek (Eishockeyspieler)
Martin Štěpánek (* 2. April 1971 in Ústí nad Labem, Tschechoslowakei) ist ein ehemaliger tschechischer Eishockeyspieler, der im Laufe seiner Karriere unter anderem für den HC Kladno, HC Litvínov, HC Ambrì-Piotta sowie drei verschiedene finnische Klubs aktiv war. Zu den größten Erfolgen seiner Karriere gehören der Gewinn der Goldmedaille bei der Weltmeisterschaft 2000 und des finnischen Meistertitels mit Kärpät Oulu im Jahre 2004. Seit seinem Karriereende arbeitet Štěpánek als Trainer, zunächst im Nachwuchsbereich und seit 2018 als Assistenztrainer des HC Slovan Ústí nad Labem.

## Karriere
Martin Štěpánek begann seine Karriere als Eishockeyspieler in seiner Heimatstadt beim HC Slovan Ústí nad Labem, für dessen Profimannschaft er in der Saison 1993/94 sein Debüt in der zweitklassigen 1. Liga gab. In den folgenden fünf Jahren spielte der Verteidiger für den HC Kladno und den HC Litvínov in der tschechischen Extraliga. Anschließend wechselte er erstmals in das europäische Ausland, wo er von 1999 bis 2001 für je eine Spielzeit bei Lukko Rauma und dem HIFK Helsinki in der finnischen SM-liiga unter Vertrag stand. Nach zwei Jahren beim HC Ambrì-Piotta in der Schweizer Nationalliga A, kehrte der Linksschütze nach Finnland zurück, wo er mit Kärpät Oulu in der Saison 2003/04 die nationale Meisterschaft gewann. 
Die Saison 2004/05 begann Štěpánek bei Lokomotive Jaroslawl in der russischen Superliga, ehe er sie bei seinem Heimatclub HC Slovan Ústí nad Labem in der zweiten tschechischen Liga beendete. Die folgende Spielzeit begann er beim HC Lasselsberger Plzeň in der Extraliga, ehe er kurz vor Saisonende einen Vertrag bei den Malmö Redhawks aus der HockeyAllsvenskan, der zweiten schwedischen Spielklasse, unterschrieb. Nach zwei Jahren beim HC Kladno in der Extraliga spielte der Weltmeister von 2000 in der Saison 2008/09 für den tschechischen Zweitligisten HC Havířov Panthers und den SG Pontebba in der italienischen Serie A1. Zur Saison 2009/10 wurde er von Pontebbas Ligarivalen HC Alleghe verpflichtet. 
Für die Saison 2010/11 wechselte Štěpánek zum HC Litoměřice aus der 1. Liga. 

### International
Für Tschechien nahm Štěpánek an der Weltmeisterschaft 2000 teil, bei der er mit seiner Mannschaft Weltmeister wurde.

## Erfolge und Auszeichnungen
- 2000 Goldmedaille bei der Weltmeisterschaft
- 2004 Finnischer Meister mit Kärpät Oulu